# Croce di Monte Bove
La Croce di Monte Bove est une montagne qui s'élève à 1 905 m d'altitude dans les monts Sibyllins, dans le centre de l'Italie.